# Escola de Govern John F. Kennedy
L'Escola de Govern John F. Kennedy (John F. Kennedy School of Government) coneguda també com a Harvard Kennedy School és una de les dotze escoles de la Universitat Harvard que imparteixen programes de postgrau. Es dedica a entrenar líders públics i a trobar solucions als desafiaments de política pública a través de l'ensenyament avançat, recerca i extensió. Va ser establerta el 1936 amb el nom d'Escola de Postgrau en Administració Pública, i rebatejada posteriorment com a Escola de Govern John F. Kennedy.
L'escola és la primera institució al món a consagrar-se a l'estudi de les polítiques públiques i el govern. Es manté a l'avantguarda de l'educació en política pública als Estats Units i al món.
L'Escola Kennedy ofereix programes de màster, sent els més coneguts els MPA (Master of Public Administration) i, en cooperació amb l'Escola de Postgrau d'Arts i Ciències, ofereix programes de doctorat. L'escola comprèn deu centres i instituts de recerca i més d'una dotzena de programes executius.
És una de les nou escoles d'Harvard, i de totes elles és la que millor representa el component de diversitat internacional. El 40 % dels seus estudiants són estrangers, representant al voltant de 70 països. Compta amb 16.000 exalumnes de 120 països.

## Vida estudiantil
Hi ha una vida estudiantil activa, malgrat que la majoria dels estudiants no solen romandre a l'escola més de dos anys. La major part de les activitats se centren al voltant de 'caucus' estudiantils de temes d'interès, periòdics produïts per estudiants (The Citizen), revistes de polítiques editades per estudiants, i diversos grups esportius.
Els estudiants poden unir-se al Govern d'estudiants graduats de Harvard, col·loquialment conegut com a "l' HGSG" i abans conegut com el "Consell de Graduats d'Harvard" o "HGC", que és el govern estudiantil representatiu de totes les escoles de graduats de la universitat. L'HGSG és responsable d'advocar per les preocupacions dels estudiants als administradors centrals - incloent al Rector de la Universitat Harvard, el Provost, els Degans d'Estudiants, i els degans dels prop de 15.000 estudiants de postgrau, l'organització de grans iniciatives i esdeveniments de tota la universitat, l'administració i proporcionar fons per a grups d'estudiants a nivell universitari (USG), i representar a la població d'estudiants graduats de Harvard en altres universitats i organitzacions externes. L'HGSG és ben conegut per la creació i execució de les iniciatives de promoció i esdeveniments centrats en el moviment "One Harvard".
El pati entre els edificis principals de l'escola Kennedy és una atracció clau per als estudiants, que es reuneixen allà per treballar en les seves tasques, esmorzar o relaxar-se. Durant els mesos més càlids, l'Escola freqüentment patrocina esdeveniments de cervesa i barbacoa que donen als estudiants l'oportunitat de socialitzar-se. Durant els mesos més freds, "Quòrum Calls" es duen a terme en un dels atris interiors, per celebrar el fins de cada setmana de cursos de HKS amb amics.

## Professors destacats
- Graham Allison
- Ashton Carter
- Richard A. Clarke
- Ricardo Hausmann
- Michael Ignatieff
- Joseph Nye
- Georgios Andreas Papandreu[6]
- Michael Porter
- Samantha Power
- Robert Putnam
- Carmen M. Reinhart
- Dani Rodrik
- John Ruggie
- Juan Manuel Santos
- Lawrence Summers
- Stephen Walt
- Marilyn Waring
- Robert B. Zoellick